# Tipula (Eumicrotipula) chanchanensis
Tipula (Eumicrotipula) chanchanensis is een tweevleugelige uit de familie langpootmuggen (Tipulidae). De soort komt voor in het Neotropisch gebied.